# Lucifer (tv-serie)
Lucifer er en amerikansk fantasy-comedy-drama, udviklet af Tom Kapinos. Serien, der havde premiere på Fox den 25. januar 2016, omhandler en figur skabt af Neil Gaiman, Sam Kieth, og Mike Dringenberg taget fra tegneserien The Sandman, der senere blev hovedperson i spin-off-tegneserien Lucifer skrevet af Mike Carey, begge udgivet af DC Comics' Vertigo-imprint. I april 2016 fornyede Fox serien med 2. sæson, der havde premiere den 19. september 2016. Fox, annoncerede den 21 maj 2018 at man havde valgt ikke at fornye Lucifer for en 4 sæson, da serien ikke passede ind i den retning netværket ville tage. Dette fik fans til tasterne på de sociale medier, især Twitter og skabte på rekord tid et trend med #SaveLucifer hvor fans på tværs af kloden kæmpede for at redde deres favorit serie. Den 15 juni 2018, på selve dagen hvor skuespillernes klausuler ville udløbe til serien, offentliggjorde Netflix at man havde sikret sig rettighederne til at sende Lucifer fremover og at man havde bestilt en sæson 4. Med i opløbet om at opkøbe Lucifer var ligeledes Amazon Prime.

## Medvirkende
- Tom Ellis som Lucifer Morningstar
- Lauren German som Detective Chloe Decker
- Kevin Alejandro som Detective Daniel "Dan" Espinoza
- D.B. Woodside som Amenadiel
- Lesley-Ann Brandt som Mazikeen
- Scarlett Estevez som Beatrice "Trixie"
- Rachael Harris som Dr. Linda Martin
- Kevin Rankin som detective Malcolm Graham (fra sæson 1)
- Tricia Helfer som Charlotte Richards/"Mum" (fra sæson 2)
- Aimee Garcia som Ella Lopez (fra sæson 2)

## Sæsoner
| Sæsoner | Sæsoner | Afsnit | Afsnit | Oprindelig sendedato | Oprindelig sendedato | Oprindelig sendedato |
| Sæsoner | Sæsoner | Afsnit | Afsnit | Første sendt         | Sidst sendt          | Netværk              |
| ------- | ------- | ------ | ------ | -------------------- | -------------------- | -------------------- |
|         | 1       | 13     | 13     | 25. januar 2016      | 25. april 2016       | Fox                  |
|         | 2       | 18     | 18     | 19. september 2016   | 29. maj 2017         | Fox                  |
|         | 3       | 26     | 26     | 2. oktober 2017      | 28. maj 2018         | Fox                  |
|         | 4       | 10     | 10     | 8. maj 2019          | 8. maj 2019          | Netflix              |
|         | 5       | 16     | 8      | 21. august 2020      | 21. august 2020      | Netflix              |
|         | 5       | 16     | 8      | 28. maj 2021         | 28. maj 2021         | Netflix              |
|         | 6       | 10     | 10     | 10. september 2021   | 10. september 2021   | Netflix              |